# Apostolska nunciatura v Moldaviji
Apostolska nunciatura v Moldaviji je diplomatsko prestavništvo (veleposlaništvo) Svetega sedeža v Moldaviji.
Trenutni apostolski nuncij je Francisco-Javier Lozano.

## Seznam apostolskih nuncijev
- Angelo Acerbi (13. januar 1994–8. februar 1997)
- Karl-Josef Rauber (25. april 1997–22. februar 2003)
- Jean-Claude Périsset (22. marec 2003–15. oktober 2007)
- Francisco-Javier Lozano (10. december 2007–danes)